# فرضية المسار المزدوج للقراءة بصوت مرتفع
وُصفت فرضية المسار المزدوج للقراءة بصوت مرتفع لأول مرة في أوائل سبعينيات القرن العشرين. تقترح هذه النظرية اشتراك آليتين عقليتين أو مسارين معرفيين منفصلين في القراءة بصوت عال وتساهم المخرجات الناتجة عن هاتين الآليتين في تلفظ المنبه المكتوب.
المسار المعجمي، هو مصطلح يُطلق على الآلية التي يتعرف من خلالها القراء الماهرون على الكلمات المعروفة عن طريق البصر وحده، وذلك من خلال عملية بحث معجمية. يشير هذا النموذج إلى تمثيل جميع الكلمات التي تعلمها القارئ في قاعدة بيانات ذهنية خاصة بالكلمات ولفظها والتي تمثل قاموسًا أو معجمًا داخليًا. يتمكن الشخص من الوصول إلى الكلمة المدخلة في قاموسه واسترجاع المعلومات المتعلقة بتلفظها. يضم المعجم الداخلي جميع الكلمات المتعلمة وحتى كلمات الاستثناء التي لا تتبع قواعد الحرف إلى الصوت. لا يُمكن استعمال هذا المسار في قراءة أشباه الكلمات. لا يوجد دليل قاطع على طريقة عمل المسار المعجمي، فيرى البعض أنه يعمل بمسار مباشر يبدأ من التعرف البصري على الكلمة وينتهي بإنتاج الكلام مباشرة، في حين يرى البعض الآخر أنه مسار غير مباشر يبدأ من التعرف البصري على الكلمة إلى المعالجة الدلالية وينتهي بإنتاج الكلام.
يُطلق مصطلح غير المعجمي أو دون المعجمي على العملية التي ينطق بها القارئ الكلمة المكتوبة. يتم هذا عن طريق التعرف على الأجزاء المكونة للكلمة (حروف ووحدات صوتية ووحدات خطية) وتطبيق قواعد ارتباط هذه الأجزاء ببعضها، مثل كيفية نطق سلسلة من الحروف المتجاورة. يمكن اعتبار هذه الآلية كنظام يتبع فيه الحرف إلى الصوت والتي تسمح للقارئ ببناء تمثيل صوتي للكلمة وقراءتها بصوت عال. يسمح المسار غير المعجمي بقراءة أشباه الكلمات بصورة صحيحة إضافة إلى الكلمات الاعتيادية التي تتبع قواعد التهجئة إلى الصوت، لكن لا يسمح بقراءة كلمات الاستثناء. ساعدت فرضية المسار المزدوج للقراءة الباحثين على فهم حقائق متعددة متعلقة بالقراءة الطبيعية وغير الطبيعية.